# Pékin Express : Le Choix secret
 (février 2023).
- Si vous ne connaissez pas le sujet, laissez ce bandeau (vous pouvez alors contacter les auteurs).
- Si vous supprimez le contenu mis en cause (vous pouvez préalablement contacter les auteurs),

argumentez précisément cette suppression dans la page de discussion
(un manque de référence n'est pas un argument ; une recherche réelle de référence doit avoir été effectuée, être formellement documentée).
Pékin Express : Le Choix secret est la 17e édition (toutes saisons confondues) de Pékin Express, émission de télévision franco-belgo-luxembourgeoise de téléréalité, diffusée chaque semaine sur M6, du 16 février au 20 avril 2023. Elle est présentée par Stéphane Rotenberg, désigné comme directeur de course. De nombreuses règles font leur apparition, comme le choix secret ou la roulette infernale (voir les Nouveautés).
Les binômes de cette saison ont dû rejoindre Rio de Janeiro au Brésil, en partant du village de Yampupata en Bolivie et en passant par le Paraguay.

## Principe
Comme pour chaque saison de Pékin Express, chaque équipe gère un budget équivalant à un euro par jour et par personne.
Cet argent est alloué à l'achat de nourriture et doit être utilisé uniquement pendant les heures de course. Pour leur progression, les équipes doivent pratiquer l'auto-stop, et se faire offrir le gîte et le couvert la nuit tombée. Chaque équipe se voit attribuer une balise leur permettant d'être notifiés du début et de la fin de la course. Cette balise doit être remise à Stéphane Rotenberg, le directeur de la course, action marquant alors la fin de l'épreuve.

### Règles habituelles

#### L'épreuve d'immunité
Lors de la première journée de course des étapes 1 à 5, 7 et 8, les candidats tentent de se qualifier pour l’épreuve d’immunité. Il s’agit d’une épreuve qui peut leur permettre de se qualifier pour la prochaine étape (ou d’obtenir un avantage pour la fin de l’étape), peu importe le classement final. Trois binômes y participent (quatre lors de la première étape), mais un seul peut la remporter. Régulièrement, cette épreuve est en lien avec une tradition locale.

#### Le duel final
À la fin des huit premières étapes, le binôme arrivé en dernière position participe au duel final contre un autre binôme (désigné par le choix secret de l’étape 1 à 5). Seul un membre de chaque binôme peut réaliser la mission demandée, pendant que l’autre patiente. Il faut d’abord se rendre à l’endroit de la mission en auto-stop, situé à quelques kilomètres du point de départ, réaliser la courte mission, puis revenir au point de départ. Celui qui remporte le duel se qualifie, avec son coéquipier, pour la suite de la course, et le perdant élimine son binôme. Toutefois, cette équipe peut être sauvée si l’enveloppe noire indique que l’étape est « non-éliminatoire ».

#### L'enveloppe noire
L’enveloppe noire indique aux candidats si l’étape en cours est éliminatoire ou non. S’il y est mentionné « ÉLIMINATOIRE », le binôme qui vient de l’ouvrir est éliminé et doit rentrer en France, mais s’il y est écrit « NON-ÉLIMINATOIRE », l’équipe continue la course avec un handicap pour la prochaine étape. Ce sont les perdants du duel final qui l’ouvrent (étapes 1 à 8) ou bien les perdants d’un sprint (étape 9 – demi-finale).
Notons que le contenu de chaque enveloppe a été déposé chez un huissier avant le début de la course.

#### Le handicap
Lorsqu’un binôme a perdu le duel final mais que l’étape était « non-éliminatoire », comme l’a fixé l’enveloppe noire, ce binôme se voit attribuer un handicap pour la prochaine étape. Ce handicap a pour but de ralentir la course du binôme, qui s’en débarrassera s’il se qualifie pour l’étape suivante. Dans cette dix-septième saison, deux binômes ont subi un handicap :
- Étape 5 : Nathalie et Angie : Étienne, de la saison 15
- Étape 7 : Alexandra et Laura : Une danseuse de carnaval encombrante

#### Le panneau«Voiture interdite»
Lorsque les équipes découvrent ce panneau, elles doivent alors obligatoirement descendre de voiture et utiliser un nouveau moyen de transport. Cette année, ce panneau est intervenu à plusieurs reprises, notamment lors des étapes 6 et 10 (la finale).

##### Étape 6
Lors de la troisième course intermédiaire (cette étape étant celle des intouchables), les trois binômes encore en compétition ont dû parcourir les 3 derniers kilomètres de la course avec un moyen de transport au choix, il y avait des vélos pour enfants, des bicyclettes ou encore des rosalies. Évidemment, certains moyens étaient plus avantageux que d'autres. Si Alexandre et Chirine, bien en avance, ne se sont pas fait dépasser, les deux sœurs Alexandra et Laura, pourtant arrivées deuxièmes devant le panneau, se sont fait dépasser par Nathalie et Angie, le binôme d'inconnu, qui ont choisi une rosalie moins pénible pour pédaler. Les deux sœurs sont donc arrivées dernières.

##### Étape 10 (finale)
Lors de la deuxième course intermédiaire de la finale, les finalistes ont dû emprunter le train du Corcovado de Rio de Janeiro pour se rendre à leur mission. Cela n'a pas eu un grand impact sur la course. C'était plutôt un repos pour les candidats qui ont pu découvrir Rio de Janeiro.

#### Le quiz express
Lors de la 7e étape, Stéphane Rotenberg va bousculer la seconde course de l'étape. En effet, lorsque les binômes montent en voiture, ils doivent alors demander à leur chauffeur d'allumer la radio locale. À des horaires prédéfinis, Stéphane Rotenberg posera une question à la radio concernant un thème commun qui pour cette saison sera le Brésil. Si les candidats répondent correctement, ils peuvent rester dans leur voiture. S'ils n'y répondent pas ou que leur réponse est fausse, ils doivent quitter leur véhicule et en chercher un autre pour reprendre la course.

#### Les équipes mixées
Au début de la 8e étape, Stéphane Rotenberg demande aux quatre binômes encore en jeu de se séparer. Pour la première partie de l’étape, les équipes sont mixées. Un membre de chaque équipe doit alors choisir un de ses adversaires, avec qui il fera la course jusqu’au lendemain. Les nouvelles équipes sont donc :
- Clément et Céline
- Laura et Émeline
- Xavier et Chirine
- Alexandre et Alexandra

Pour se qualifier pour l’épreuve d’immunité, il faut que les deux membres d’un binôme se présentent devant Stéphane à l'arrivée.

#### Le drapeau rouge
Lors de la 8e étape, les candidats n’ont pas joué pour l’immunité, mais pour le drapeau rouge. Ce sont Alexandre et Chirine qui l’ont obtenu en remportant l’épreuve. Jusqu’à la fin de l’étape, ils ont la possibilité d’agiter le drapeau devant un binôme adverse qu’ils croisent sur la route, leur imposant 15 minutes d’arrêt. Cet objet peut donc leur permettre de contrôler véritablement la course.

#### Time is money
Lors de la finale, deux courses intermédiaires sont proposées : un auto-stop, une mission puis encore du stop pour rejoindre Stéphane. La première équipe arrivée devant Stéphane déclenche le Time is money. Le temps d'avance de l'équipe sur ses adversaires sera transformé en de l'argent supplémentaire. L'équipe adverse commence à savoir qu'elle perd de l'argent au moment où leur balise sonne à hauteur de 10 euros par seconde.
Si l'équipe adverse n'est pas performante, elle peut perdre l'intégralité des gains qu'elle a cumulée. Elle se le voit signalée par une nouvelle sonnerie de leur balise.

### Nouveautés

#### Le choix secret
C'est la première nouvelle règle de cette 17e saison. Désormais, l'équipe arrivée en dernière position à la fin de l'étape ne décide plus seule de ses adversaires pour le duel final. Les adversaires potentiels disposent d'une tablette, sur laquelle ils doivent sélectionner le portrait d'un binôme pour voter contre lui. Le binôme qui comptabilise le plus de voix participe au duel final contre les derniers de l'étape. En cas d'égalité, ils décident alors eux-mêmes de leurs adversaires parmi les binômes à égalité.

#### Les imitations
Cette nouvelle règle anime la première journée de la 2e étape de la course. Avant de monter à bord d’une voiture, les candidats doivent mimer un mot (issu d’une liste mise à leur disposition) au chauffeur qu’ils viennent d’arrêter. Si celui-ci devine de quel mot il s’agit, le binôme peut prendre la route. Mais s’il n’y parvient pas, les candidats doivent continuer la recherche d’un véhicule.

#### Le piment express
Cette règle fait son apparition lors de la 4e étape. De manière aléatoire, la balise des binômes va sonner. S’ils sont en voiture, chaque membre du binôme doit manger un piment rocoto pour conserver la voiture avec laquelle ils roulent vers Villamontes. Mais si un candidat refuse de manger le piment, son coéquipier et lui doivent descendre du véhicule et reprendre le stop.

## Le parcours
| Étapes | Pays     | Parcours | Duel final        | Kilomètres |
| ------ | -------- | --- | ----------------- | ---------- |
| 1      | Bolivie  | Yampupata (Lac Titicaca) - La Paz - El Alto - Oruro | Oruro             | 396 km     |
| 2      | Bolivie  | Oruro - Uyuni - Tupiza | Tupiza            | 520 km     |
| 3      | Bolivie  | Tupiza - Potosí - Sucre | Sucre             | 355 km     |
| 4      | Bolivie  | Sucre - Padilla - Camiri - Villamontes | Villamontes       | 395 km     |
| 5      | Paraguay | Filadelfia - Lolita - Asuncion | Asuncion          | 525 km     |
| 6      | Paraguay | Asuncion - San Bernardino - Asuncion | Asuncion          | 108 km     |
| 7      | Paraguay | Asuncion - Itá - Encarnación - Jesús de Tavarangue - Ciudad del Este (Tres Fronteras) | Presidente Franco | 657 km     |
| 8      | Brésil   | Florianópolis - Morretes - Apiaí | Apiaí             | 562 km     |
| 9      | Brésil   | Apiaí - Pico do Olho D'água - São Paulo - São José do Barreiro - Rio de Janeiro | -                 | 756 km     |
| 10     | Brésil   | Sprints intermédiaires : Rio de Janeiro (Plage de Pepino - Musée de Demain) Sprint final : Rio de Janeiro (théâtre municipal - stade Maracanã - Cathédrale Saint-Sébastien de Rio de Janeiro - Sambadrome) | -                 | -          |

## Les candidats et les résultats

### Les candidats
| # | Binôme | Binôme    | Âge    | Localisation           | Localisation                   | Lien                               | Statut et période         |
| - | ------ | --------- | ------ | ---------------------- | ------------------------------ | ---------------------------------- | ------------------------- |
| 1 | ♂      | Xavier    | 60 ans | Drapeau de la France   | Trémery                        | Le patron et l'employée lorrains   | Vainqueurs                |
| 1 | ♀      | Céline    | 33 ans | Drapeau de la France   | Malancourt-la-Montagne         | Le patron et l'employée lorrains   | Vainqueurs                |
| 2 | ♂      | Alexandre | 33 ans | Drapeau de la France   | Paris                          | Les amoureux stratèges             | Finalistes                |
| 2 | ♀      | Chirine   | 26 ans | Drapeau de la France   | Paris                          | Les amoureux stratèges             | Finalistes                |
| 3 | ♀      | Alexandra | 26 ans | Drapeau de la France   | Neuilly-sur-Seine et Levallois | Les sœurs « chien et chat »        | Demi-finalistes (Étape 9) |
| 3 | ♀      | Laura     | 24 ans | Drapeau de la France   | Neuilly-sur-Seine et Levallois | Les sœurs « chien et chat »        | Demi-finalistes (Étape 9) |
| 4 | ♂      | Clément   | 22 ans | Drapeau de la France   | Béziers                        | Les animateurs de camping          | Éliminés (Étape 8)        |
| 4 | ♀      | Émeline   | 23 ans | Drapeau de la France   | Guingamp                       | Les animateurs de camping          | Éliminés (Étape 8)        |
| 5 | ♀      | Nathalie  | 57 ans | Drapeau de la France   | Saint-Nazaire                  | Les inconnues                      | Éliminées (Étape 7)       |
| 5 | ♀      | Angie     | 28 ans | Drapeau de la France   | Garges-lès-Gonesse             | Les inconnues                      | Éliminées (Étape 7)       |
| 6 | ♀      | Paloma    | 28 ans | Drapeau de la Belgique | Mons                           | Le drôle de couple belge           | Éliminés (Étape 5)        |
| 6 | ♂      | Jason     | 32 ans | Drapeau de la Belgique | Mons                           | Le drôle de couple belge           | Éliminés (Étape 5)        |
| 7 | ♂      | Tanguy    | 21 ans | Drapeau de la France   | Armissan                       | Les cousins candides               | Éliminés (Étape 3)        |
| 7 | ♂      | Florian   | 21 ans | Drapeau de la France   | Armissan                       | Les cousins candides               | Éliminés (Étape 3)        |
| 8 | ♂      | Cyrille   | 39 ans | Drapeau de la France   | Quimper                        | Le couple breton                   | Éliminés (Étape 2)        |
| 8 | ♂      | Luc       | 59 ans | Drapeau de la France   | Quimper                        | Le couple breton                   | Éliminés (Étape 2)        |
| 9 | ♀      | Colette   | 54 ans | Drapeau de la France   | Marseille                      | La tante et la nièce Marseillaises | Éliminées (Étape 1)       |
| 9 | ♀      | Léa       | 22 ans | Drapeau de la France   | Marseille                      | La tante et la nièce Marseillaises | Éliminées (Étape 1)       |

### Progression des candidats
| Étape | Étape                                                         | Binômes participants                                                        | Lieu                               | Immunisés            |
| ----- | ------------------------------------------------------------- | --------------------------------------------------------------------------- | ---------------------------------- | -------------------- |
|       | 1                                                             | Alexandra et Laura - Nathalie et Angie - Xavier et Céline - Paloma et Jason | Centre culturel Pachamama, El Alto | Alexandra et Laura   |
| 2     | Tanguy et Florian - Alexandre et Chirine - Alexandra et Laura | Salar d'Uyuni                                                               | Alexandre et Chirine               |                      |
| 3     | Paloma et Jason - Nathalie et Angie - Clément et Émeline      | Hacienda Cayara, Potosí                                                     | Paloma et Jason                    |                      |
| 4     | Nathalie et Angie - Alexandra et Laura - Xavier et Céline     | Padilla                                                                     | Xavier et Céline                   |                      |
|       | 5                                                             | Alexandra et Laura - Alexandre et Chirine - Xavier et Céline                | Ferme de Lolita                    | Alexandra et Laura   |
| 6     | Pas d'épreuve d'immunité                                      | Pas d'épreuve d'immunité                                                    | Pas d'épreuve d'immunité           |                      |
| 7     | Xavier et Céline - Alexandra et Laura - Clément et Émeline    | Ruines de Jesús de Tavarangue                                               | Clément et Émeline                 |                      |
|       | 8                                                             | Clément et Émeline - Xavier et Céline - Alexandre et Chirine                | Morretes                           | Alexandre et Chirine |

Après l'étape 8, il n'y a plus d'épreuves d'immunité, le nombre de binômes étant insuffisant.
| ► Étape              |            |                     |                     |                     |                     |                     |                     |                         |                     |                     |                                                                             | Bilan à l'issue de la demi-finale                                                                     |
| ▼ Candidats          | 1          | 2                   | 3                   | 4                   | 5                   | 6                   | 7                   | 8                       | 9                   | 9                   | 9                                                                           | Bilan à l'issue de la demi-finale                                                                     |
| ▼ Candidats          | 1          | 2                   | 3                   | 4                   | 5                   | 6                   | 7                   | 8                       | S1                  | S2                  | S3                                                                          | Bilan à l'issue de la demi-finale                                                                     |
| -------------------- | ---------- | ------------------- | ------------------- | ------------------- | ------------------- | ------------------- | ------------------- | ----------------------- | ------------------- | ------------------- | --------------------------------------------------------------------------- | --- |
| Alexandre et Chirine | 2es        | 2es                 | 2es                 | 2es                 | 3es                 | 4es                 | 3es                 | 1ers                    | A                   | 1ers                | 1ers                                                                        | 80 000 €                                                                                              |
| Alexandre et Chirine | 2es        | 2es                 | 2es                 | 2es                 | 3es                 | 4es                 | 3es                 | sans cadre              | NE                  | sans cadre          | sans cadre · sans cadre · sans cadre · sans cadre · sans cadre · sans cadre | sans cadre · sans cadre · sans cadre · sans cadre · sans cadre · sans cadre · sans cadre · sans cadre |
| Xavier et Céline     | 4es        | 6es                 | 5es                 | 4es                 | 4es                 | 2es                 | 1ers                | 3es                     | 1ers                | NC                  | 3es                                                                         | 20 000 €                                                                                              |
| Xavier et Céline     | 4es        | 6es                 | 5es                 | 4es                 | 4es                 | 2es                 | sans cadre          | 3es                     | sans cadre          | NC                  | NE                                                                          | sans cadre · sans cadre                                                                               |
| Alexandra et Laura   | 1res       | 1res                | 1res                | 5es                 | 6es                 | 5es                 | 5es                 | 2es                     | A                   | NC                  | 2es                                                                         | Éliminées (étape 9)                                                                                   |
| Alexandra et Laura   | sans cadre | sans cadre          | sans cadre          | 5es                 | 6es                 | 5es                 | 5es                 | sans cadre · sans cadre | E                   | NC                  | 2es                                                                         | Éliminées (étape 9)                                                                                   |
| Clément et Émeline   |            |                     | 3es                 | 1ers                | 1ers                | 1ers                | 2es                 | 4es                     | Éliminés (étape 8)  | Éliminés (étape 8)  | Éliminés (étape 8)                                                          | Éliminés (étape 8)                                                                                    |
| Clément et Émeline   | sans cadre | sans cadre          | 3es                 |                     |                     | 1ers                | 2es                 | 4es                     | Éliminés (étape 8)  | Éliminés (étape 8)  | Éliminés (étape 8)                                                          | Éliminés (étape 8)                                                                                    |
| Nathalie et Angie    | 5es        | 4es                 | 4es                 | 6es                 | 5es                 | 3es                 | 4es                 | Éliminées (étape 7)     | Éliminées (étape 7) | Éliminées (étape 7) | Éliminées (étape 7)                                                         | Éliminées (étape 7)                                                                                   |
| Paloma et Jason      | 3es        | 7es                 | 7es                 | 3es                 | 2es                 | Éliminés (étape 5)  | Éliminés (étape 5)  | Éliminés (étape 5)      | Éliminés (étape 5)  | Éliminés (étape 5)  | Éliminés (étape 5)                                                          | Éliminés (étape 5)                                                                                    |
| Tanguy et Florian    | 6es        | 3es                 | 6es                 | Éliminés (étape 3)  | Éliminés (étape 3)  | Éliminés (étape 3)  | Éliminés (étape 3)  | Éliminés (étape 3)      | Éliminés (étape 3)  | Éliminés (étape 3)  | Éliminés (étape 3)                                                          | Éliminés (étape 3)                                                                                    |
| Cyrille et Luc       | 7es        | 5es                 | Éliminés (étape 2)  | Éliminés (étape 2)  | Éliminés (étape 2)  | Éliminés (étape 2)  | Éliminés (étape 2)  | Éliminés (étape 2)      | Éliminés (étape 2)  | Éliminés (étape 2)  | Éliminés (étape 2)                                                          | Éliminés (étape 2)                                                                                    |
| Colette et Léa       | 8es        | Éliminées (étape 1) | Éliminées (étape 1) | Éliminées (étape 1) | Éliminées (étape 1) | Éliminées (étape 1) | Éliminées (étape 1) | Éliminées (étape 1)     | Éliminées (étape 1) | Éliminées (étape 1) | Éliminées (étape 1)                                                         | Éliminées (étape 1)                                                                                   |

| Étape | Étape              | Binômes participants       | Binômes participants               | Lieu                               | Éliminés           |
| Étape | Étape              | Derniers de l'étape        | Adversaires                        | Lieu                               | Éliminés           |
| ----- | ------------------ | -------------------------- | ---------------------------------- | ---------------------------------- | ------------------ |
|       | 1                  | Colette et Léa             | Nathalie et Angie                  | Parc Eduardo Abaroa, Oruro         | Colette et Léa     |
| 2     | Paloma et Jason    | Cyrille et Luc             | Pizzeria de Tupiza                 | Cyrille et Luc                     |                    |
| 3     | Tanguy et Florian  | Clément et Émeline         | Marché central, Sucre              | Tanguy et Florian                  |                    |
| 4     | Nathalie et Angie  | Paloma et Jason            | Marché central, Villamontes        | Non-éliminatoire                   |                    |
|       | 5                  | Nathalie, Angie et Étienne | Paloma et Jason                    | Parc de la santé, Asuncion         | Paloma et Jason    |
| 6     | Alexandra et Laura | Alexandre et Chirine       | Plage de la Costanera, Asuncion    | Non-éliminatoire                   |                    |
| 7     | Alexandra et Laura | Nathalie et Angie          | Parc d'aventure, Presidente Franco | Nathalie et Angie                  |                    |
|       | 8                  | Clément et Émeline         | Alexandra et Laura                 | Ateliers de chercheurs d'or, Apiaí | Clément et Émeline |
| 9     | Pas de duel final  | Pas de duel final          | Pas de duel final                  | Alexandra et Laura                 |                    |

| Xavier et Céline     | 20 000 € | 2es       | 1ers     | Vainqueurs | [ 21 ] |
| Xavier et Céline     | 20 000 € | 0 €       | 31 280 € | 31 280 €   | [ 21 ] |
| Alexandre et Chirine | 80 000 € | 1ers      | 2es      | Finalistes | [ 21 ] |
| Alexandre et Chirine | 80 000 € | 100 000 € | 68 720 € | 68 720 €   | [ 21 ] |

## Itinéraire bis
Tarik et Ahmed de la saison 15 sont les deux candidats participants à Itinéraire Bis durant cette saison.

### Principe
Le binôme choisi suit les candidats sur une route parallèle. Tarik et Ahmed réalisent des défis qui leur rapportent de l'argent. Parfois, ils peuvent aussi gagner des bonus. À la fin de chaque épisode, une parodie de l'étape est diffusée. Lors des sixièmes et septièmes étapes, Étienne, candidat de Pékin Express : Sur les terres de l'aigle royal rejoint le duo pour participer à l'émission. Il est le seul responsable du stop, de trouver des logements et de répondre correctement à la question finale.

### Bilan par étape
1. ↑  Le duo a dépensé 10 € en souvenirs divers à Uyuni.
2. ↑  Le duo a dépensé 20 € en costumes traditionnels avant le début de l'étape.
3. ↑  Pendant la soirée à Asuncion, Tarik et Ahmed ont dépensé 30 € chez un coiffeur-barbier.
4. ↑  Pendant la soirée à Asuncion, Tarik, Ahmed et Étienne ont dépensé 50 € en pizzas.

## Audiences et diffusion
En France, l'émission est diffusée sur M6, les jeudis, depuis le 16 février 2023. Un épisode dure environ 2 h 10 (publicités incluses), soit une diffusion de 21 h 10 à 23 h 20.
| Épisode            | Jour et horaire de diffusion    | Nombre de téléspectateurs | Part de marché  | Part de marché | Classement des audiences | Réf.   |
| Épisode            | Jour et horaire de diffusion    | Nombre de téléspectateurs | (4 ans et plus) | (FRDA-50)      | Classement des audiences | Réf.   |
| ------------------ | ------------------------------- | ------------------------- | --------------- | -------------- | ------------------------ | ------ |
| 1                  | 16 février 2023 (21:10 - 23:20) | 2 131 000                 | 11,5 %          | 22,1 %         | 4e                       | [ 23 ] |
| 2                  | 23 février 2023 (21:10 - 23:20) | 2 051 000                 | 11,3 %          | 21,7 %         | 3e                       | [ 24 ] |
| 3                  | 2 mars 2023 (21:10 - 23:20)     | 1 904 000                 | 10,6 %          | 22,6 %         | 3e                       | [ 25 ] |
| 4                  | 9 mars 2023 (21:10 - 23:20)     | 1 967 000                 | 11,6 %          | 22,9 %         | 3e                       | [ 26 ] |
| 5                  | 16 mars 2023 (21:10 - 23:20)    | 1 796 000                 | 10,2 %          | 20,4 %         | 4e                       | [ 27 ] |
| 6                  | 23 mars 2023 (21:10 - 23:20)    | 1 761 000                 | 10,2 %          | 20,2 %         | 3e                       | [ 28 ] |
| 7                  | 30 mars 2023 (21:10 - 23:20)    | 1 900 000                 | 10,8 %          | 20,5 %         | 2e                       | [ 29 ] |
| 8                  | 6 avril 2023 (21:10 - 23:20)    | 1 741 000                 | 10 %            | 21,1 %         | 2e                       | [ 30 ] |
| 9                  | 13 avril 2023 (21:10 - 23:20)   | 1 805 000                 | 9,8 %           | 22 %           | 3e                       | [ 31 ] |
| 10 (finale)        | 20 avril 2023 (21:10 - 23:20)   | 2 200 000                 | 11,9 %          | 25,6 %         | 3e                       | [ 32 ] |
| Bilan de la saison | Bilan de la saison              | 1 926 000                 | 10,8 %          | 21,9 %         | –                        | [ 33 ] |

Légende :
- plus hauts scores d'audiences
- plus bas scores d'audiences